# Szallas.hu
A Szallas.hu a lengyel Wirtualna Polska Holding tulajdonában álló Szallas Group tagja, a legnagyobb magyar szállásközvetítő portál.

## Története
A Szallas.hu 2007-ben indult azzal a célkitűzéssel, hogy a magyarországi szálláshelyek ajánlatait az interneten is elérhetővé és összehasonlíthatóvá tegye. 2010 végére már napi 20-50 ezer látogatóval rendelkezett, és több mint 3600 belföldi hotel, panzió, apartman és vendégház ajánlatait közvetítette.
A 2012-es év technológiai szempontból számos változást hozott a portál számára. Márciusban a hazai turisztikai vállalatok körében elsőként indította el saját, márkázott YouTube csatornát. Ezután az Origóval kötött együttműködést, amelynek eredményeként a hírportál az Utazás rovat mellett a szállásfoglalásra is lehetőséget tudott biztosítani a szallas.origo.hu oldalon. Szintén ebben az évben jelent meg a hivatalos android és iOS applikáció, amely okostelefonról és táblagépekről történő szállásfoglalást könnyíti meg.
A portál eközben megújította a kuponos ajánlatokat kínáló SzallasGuru.hu-t, illetve elindultak a Szallas.hu külföldieknek szóló társoldalai, valamint a vállalati rendezvényekre specializált KonferenciaHotelek.hu is. A Szallas.hu a 2013-as jelentése szerint az előző évben megduplázta forgalmát, az eNET és a Magyar Hotel Monitor felmérése szerint pedig a legnagyobb hazai szállásfoglaló oldallá vált.
2013-ban elindult az Év Szállása verseny, amelyben a portálon akkor elérhető közel 7000 szállásadó vett részt. A honlapnak ekkor mintegy 700 000 regisztrált felhasználója volt, havonta 1 500 000 látogatóval.
2014-ben a Szallas.hu nyerte meg a régió leggyorsabban fejlődő technológiai cégeinek versenyét, a Deloitte Közép-Európai Technology Fast 50  díjat. Az oldal 10 ország pályázói közül bizonyult a legjobbnak az elmúlt öt évben elért közel 2300 százalékos árbevétel-növekedésével.
2015-ben ismét első helyen végzett a Deloitte Technology Fast 50 hazai rangsorában, míg a közép-európai országok vállalkozásai között a 3. helyet szerezte meg. 2016 októberében az OTP Bank és a PortfoLion közösen megvásárolták a Szallas.hu oldalt az alapítóktól és a Central Médiacsoporttól.
2016-ban a Szallas.hu kategóriájában egyetlen magyar résztvevőként Ruban D’Honneur és Nemzet Bajnoka elismeréssel térhetett haza a 32 ezer európai vállalkozás részvételével zajló European Business Awardsról. 2016 augusztusában az oldal történetében megvalósult az 1 milliomodik szállás kiközvetítése, míg októberben megszületett az 500 ezredik vendégvélemény. A cég 2016. október 21-én a hatékonyság Oscar-díjának is nevezett, a világ több mint 40 országában jelen lévő Effie 15. hazai megmérettetésén „Magyarok a világ körül” című kampányával Arany Effie-díjat nyert.
A Szallas Group mára egész Közép-Európában közvetít szálláshely-kínálatot az utazni vágyóknak. A cégcsoporthoz tartozik a diszkontáras csomagokat kínáló Szallasguru.hu és Maiutazás.hu, illetve az élménycsomagokat közvetítő Pihipakk.hu. A hazai bővülés mellett a Szallas.hu a külföldi piacszerzés útjára lépett. A 2002-ben alapított Spanie.pl csoport integrációja eredményeként a Szallas.hu lengyelországi operációja az eddigi háromszorosára nőtt. A Spanie.pl – ma már Noclegi.pl néven – a lengyelországi online szálláspiac meghatározó szereplője, és évente 8 millió utazni vágyó keresi fel az oldalt. A nemzetközi terjeszkedés újabb állomásaként a Szallas Group tulajdonrészt szerzett az éves szinten közel 15 milliós látogatottságú román Travelminit International SRL-ben. Ezt követte az újabb mérföldkő 2019-ben, a Hotel.cz csoport felvásárlása, amely Csehországban az egyik legrégebbi és legismertebb utazási márka. A terjeszkedést folytatva még ugyanebben az évben a Maiutazás Csoport és az Utazok.hu Kft. felvásárlására is sort kerítettek, ami fontos lépés a piaci verseny erősítésében belföldön, illetve a külföldi utaztatás terén is. 2020-ban a Szallas.hu eladta B2B termékét, a Konferenciahotelek.hu-t a Szallodak.hu-nak. 2022-ben új tulajdonoshoz került a cégcsoport: 7 éven át az OTP csoporthoz tartozó PortfoLion Kockázati Tőkealap-kezelő Zrt. és az OTP Bank birtokolta, de 2022 őszétől a lengyel tőzsdén jegyzett Wirtualna Polska Holding 100%-os tulajdonába került. A Szallas Group munkavállalóinak száma 2022-ben 500 fő.

## Működése
A Szallas.hu oldalán regisztrált szálláshelyek ajánlatai között a felhasználók többféle szűrő, például szállástípus, ellátás, wellness, pénzügyi biztonsági tényezők és egyéb szolgáltatások valamint fizetési lehetőségek szerint is kereshetnek. A portálon a szálláshelyek által kínált áron, a foglaláshoz és kapcsolatfelvételhez szükséges alapadatok megadásával lehet a kiválasztott szállást megrendelni. Az adatokat a rendszer továbbítja a szállásadónak, aki közvetlenül is visszajelezhetnek az érdeklődőnek a foglalással kapcsolatban. Az oldal ugyanakkor 2014-ben vezette be azt a rendszert, ami a valós idejű, pillanatnyi kapacitásokra alapozó foglalás lehetőségét is biztosít. A vendégek a szálláshely szolgáltatásának igénybevételét követően értékelhetik az adott szálláshelyet, melyből 2016 októberében már 500 ezer állt rendelkezésre. 2020-ban, a COVID-19 koronavírus-járvány lecsengése után kiemelt figyelmet fordítanak a biztonságos belföldi utazás támogatására, amely érdekében számos intézkedés mellett a blog oldalukon dedikált tartalmakkal  hívják fel a legfontosabb tudnivalókra az utazók és a szállásadók figyelmét.